# Nebulosa protoplanetaria

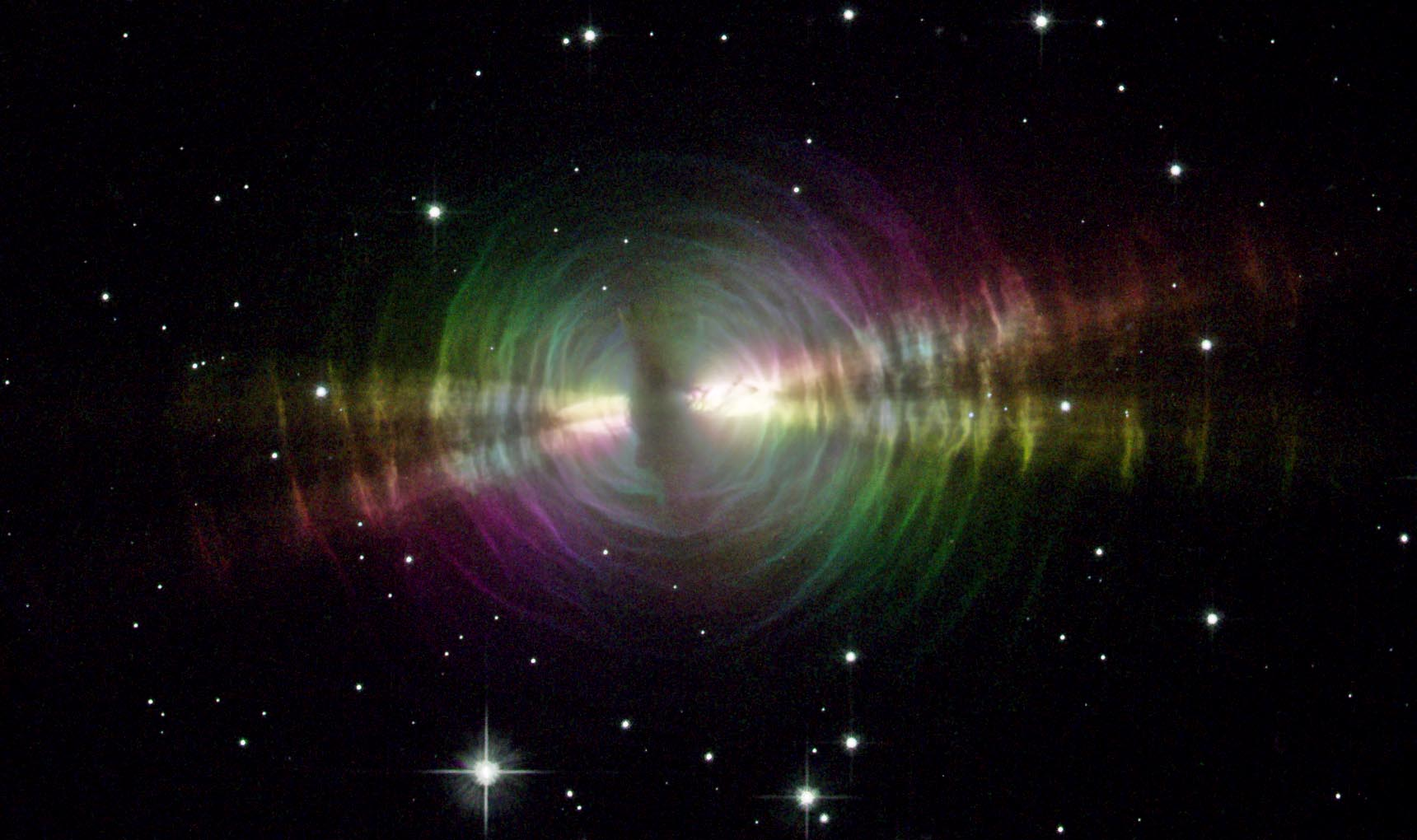
La Nebulosa Uovo, una nebulosa protoplanetaria nella costellazione del Cigno.

Una nebulosa protoplanetaria (da non confondere con il disco protoplanetario), è un oggetto astronomico che si presenta durante il breve stadio delle ultime fasi dell'evoluzione stellare, quando la stella generatrice si trova tra il ramo asintotico delle giganti e la fase di nana bianca. Le nebulose protoplanetarie emettono forte radiazione infrarossa, e costituiscono un tipo particolare di nebulosa a riflessione. Si tratta della penultima fase evolutiva ad alta luminosità nel ciclo vitale delle stelle di massa intermedia (1-8 M☉).

## Nome
Il nome nebulosa protoplanetaria si rivela una scelta sfortunata, in quanto è frequente confondere questo nome con quello del disco protoplanetario; l'origine del nome è dovuta alla modifica del già noto nome nebulosa planetaria, che fu inizialmente scelto dagli astronomi per identificare tutte le nebulose dall'aspetto circolare o anulare che all'osservazione tramite telescopio mostravano un aspetto simile a quello dei pianeti gassosi Urano e Nettuno. Per evitare ulteriori confusioni, alcuni astronomi nel 2005 hanno suggerito di nominare queste nebulose nebulose preplanetarie.

## Evoluzione

### Inizio
Durante la fase asintotica di gigante, quando la perdita di massa riduce la massa dell'involucro di idrogeno a 10-2 M☉, con una massa del centro di 0,60 M☉, la stella inizia ad evolvere verso la parte blu del diagramma di Hertzsprung-Russell. Quando l'idrogeno è stato ridotto infine a circa 10-3 M☉, l'involucro sarà così dissolto che non si ritiene possibile che continui a perdere massa su grande scala. A questo punto, la temperatura della stella sarà intorno ai 5.000 K: questa fase è definita come la fine dello stadio asintotico di gigante e l'inizio della fase di nebulosa protoplanetaria.

### Fase di nebulosa protoplanetaria
Durante la fase di nebulosa protoplanetaria, la temperatura effettiva della stella centrale continuerà a salire, come risultato della perdita di massa dell'involucro e come conseguenza della fusione nucleare dell'idrogeno. Durante questa fase, la stella centrale è troppo fredda per ionizzare l'involucro a lenta rotazione che circonda la stella espulso in precedenza. Tuttavia, sembra che la stella emetta un forte vento stellare che collide con l'involucro stesso, plasmandolo; infine, è la stessa nebulosa protoplanetaria che darà la forma alla futura nebulosa planetaria. Durante la fase del distacco dal precedente stato di gigante, la forma di quest'involucro cambia da una struttura simmetrica approssimativamente sferica ad una a simmetria assiale; la forma risultante sarà quindi una nebulosa bipolare, con dei getti di gas simili a quelli visibili sugli oggetti HH.

### Fine
La fase di protonebulosa planetaria continua fino a quando la stella centrale raggiunge una temperatura di circa 30.000 k, sufficienti a ionizzare la nebulosa che la circonda (i gas espulsi), diventando così un tipo di nebulosa ad emissione noto come nebulosa planetaria. Questa transizione deve aver luogo in meno di 10.000 anni, altrimenti la densità della nube ricadrà al di sotto della fascia adatta alla formazione delle nebulose planetarie.